# SARS-CoV-2-ètavariant
De SARS-CoV-2-ètavariant of lineage B.1.525, ook wel VUI-21FEB-03 (voorheen VUI-202102/03) genoemd door Public Health England (PHE) en voorheen bekend als UK1188, 21D of 20A/S:484K, draagt niet dezelfde N501Y-mutatie zoals die gevonden is in de alfa-, bèta- en gammavariant, maar draagt dezelfde E484K-mutatie als gevonden in de gamma-, zèta- en bètavariant, en draagt ook dezelfde ΔH69/ΔV70-deletie (een deletie van de aminozuren histidine en valine op posities 69 en 70) zoals gevonden in de alfa-, N439K-variant (B.1.141 en B.1.258) en Y453F-variant (Cluster 5).